# 広瀬公巳
広瀬 公巳（ひろせ ひろみ、1963年 - ）は、日本のジャーナリスト。元NHK解説委員。

## 来歴
大阪府大阪市に生まれる。東大寺学園中学校・高等学校を経て、東京大学教養学部を卒業後、NHKに入局した。特派員などとしてインドやフランスなど約50カ国を現地取材した。NHKスペシャル『インドの衝撃』などの制作に携わるとともに、南アジア支局長や国際放送局のチーフ･プロデューサーを務めた。

## 著書

### 単著
- 『自爆攻撃～私を襲った32発の榴弾』日本放送出版協会、2002年
- 『海神襲来～インド洋大津波生存者たちの証言』草思社、2007年
- 『インドが変える世界地図　モディの衝撃』文藝春秋<文春新書>、2019年

### 共著
- 『インドの衝撃』文藝春秋、2007年（「NHKスペシャル取材班」名義、文春文庫、2009年）